# Arkaitz Durán
Arkaitz Durán Aroca (Vitoria-Gasteiz, 18 mei 1986) is een Spaans voormalig wielrenner.

## Carrière
De in het Baskische Vitoria-Gasteiz geboren Arkaitz Durán begon in halverwege 2005 als prof bij Saunier Duval - Prodir. In 2007 mocht hij namens zijn ploeg deelnemen aan de Ronde van Spanje. Daar stapte hij echter af in de 9e etappe. Toen zijn ploeg Geox-TMC eind 2011 ophield te bestaan, kwam Durán zonder ploeg te zitten. In 2012 was hij afwezig in het profpeloton, de drie jaren daarna reed hij voor enkel Portugese ploegen.

## Resultaten in voornaamste wedstrijden
| Jaar | Ronde van Italië | Ronde van Frankrijk | Ronde van Spanje |
| ---- | ---------------- | ------------------- | ---------------- |
| 2005 |                  |                     |                  |
| 2006 |                  |                     |                  |
| 2007 |                  |                     | opgave           |
| 2009 |                  |                     | 40e              |
| 2010 |                  | 81e                 | buiten tijd      |
| 2011 |                  |                     |                  |

| Jaar | Milaan-San Remo | Waalse Pijl | Parijs-Tours |
| ---- | --------------- | ----------- | ------------ |
| 2005 |                 |             | 172e         |
| 2006 |                 | 116e        |              |
| 2007 |                 |             |              |
| 2009 |                 |             |              |
| 2010 |                 |             |              |
| 2011 | 79e             |             |              |

Wielerploegen van Arkaitz Durán
Bertogliati · 
Cañada ·
Casero · 
Cobo ·
Cuesta ·
de la Fuente ·
Domínguez ·
Durán ·
Edo ·
Fritsch ·
Gárate · 
José Ángel Gómez Gómez · 
José Ángel Gómez Marchante ·  
Horner ·
Jeker · 
Lobato ·  
Mori ·  
Piepoli · 
Pinotti ·
Quinziato ·
Ravaioli · 
Rodríguez ·
Tafi (tot 15/04) ·
Ventoso ·
Zaballa ·
Zaugg ·
Fernández de la Puebla (stagiair) ·
López (stagiair) · 
Mejías (stagiair) 
Benítez ·
Bertogliati · 
Cañada ·
Cobo ·
de la Fuente ·
Dionne · 
Durán ·
Fernández de la Puebla ·
Fritsch ·
Gil ·
José Ángel Gómez Gómez · 
José Ángel Gómez Marchante ·  
Lobato ·  
Mazur ·
Mejías ·
Millar ·
Mori ·  
Olsen ·
Pagliarini · 
Piepoli · 
Pinotti ·
Riccò ·
Rinero · 
Simoni ·
Trentin ·
Ventoso ·
Zárate ·
Zaugg ·
Mata (stagiair) · 
Thomas (stagiair) 
Alarcón ·
Belohvoščiks · 
Benítez ·
Bertogliati · 
Camaño ·
Cañada ·
Cobo ·
de la Fuente ·
del Nero ·
Durán ·
Fernández de la Puebla ·
Gil ·
José Ángel Gómez Gómez · 
José Ángel Gómez Marchante ·  
Mayo ·
Lobato ·  
Mazur ·
Mejías ·
Millar ·
Mori ·  
Pagliarini · 
Piepoli · 
Riccò ·
Rinero · 
Simoni ·
Trentin ·
Ventoso ·
Wielinga ·
Zárate ·
González (stagiair) · 
Merino (stagiair) ·
Serrano (stagiair) ·
Wyss (stagiair) 
Alarcón ·
Belohvoščiks · 
Benítez ·
Bertogliati · 
Camaño ·
Capecchi ·
Capelli ·
Cañada ·
Cobo ·
de la Fuente ·
del Nero ·
Durán ·
Fernández de la Puebla ·
Flahaut ·
José Ángel Gómez Gómez · 
José Ángel Gómez Marchante ·  
González ·
Intxausti ·
Jufré ·
Lobato ·  
Mejías ·
Mori ·  
Pagliarini · 
Passeron ·
Piepoli (tot 15/07) · 
Riccò (tot 15/07) ·
Wyss (stagiair)
Bailetti ·
Benítez · 
Camaño ·
Cañada · 
Capecchi · 
Capelli · 
Clarke · 
Cobo · 
de la Fuente · 
del Nero · 
Domínguez (tot 31/05) · 
Durán · 
Fernández de la Puebla · 
Gómez Gómez · 
González · 
Intxausti · 
Jufré · 
Kessiakoff · 
Kišerlovski · 
Mejías · 
Nardello (tot 15/04) · 
Piemontesi · 
Serrano (tot 15/07) · 
Sjpilevski (tot 15/06) · 
Tonti · 
Viganò · 
Walker (tot 31/03) · 
Wurf · 
Merino (stagiair)
Benítez · 
Brändle · 
Capecchi · 
Capelli · 
Cardoso · 
Celis · 
Cheula · 
Corti · 
Díaz  · 
Durán · 
Eibegger · 
Faiers · 
Felline · 
Gianetti · 
Gutiérrez Gutiérrez · 
Gutiérrez Palacios · 
Margaliot · 
Mata · 
Mayoz · 
Merino · 
Merlo · 
Pedersen · 
Pérez · 
Valls · 
Vitoria · 
Walker
Alberio · 
Ardila · 
Blanco ·
Brändle · 
Cheula · 
Cobo ·
Colli · 
Corti · 
de la Fuente · 
Duarte · 
Durán · 
Felline ·
Florencio ·  
Gianetti · 
Gutiérrez Gutiérrez · 
Kozontsjoek · 
Kump · 
Mensjov · 
Pelucchi · 
Ratto · 
Sastre · 
Valls · 
Wyss
Barros · Bras · Caldeira · Carvalho · Cipriano · Costa · Durán · Fernandes · Fernández · Matias · Oliveira · Prades · Ribeiro · Sousa · Veloso · Vilela